# Universidade Yonsei
A Universidade Yonsei (em coreano: 연세대 학교 (延 世 大 學校) [jʌn.seː]) é uma universidade de pesquisa privada em Seul, Coreia do Sul. É Considerada uma das mais prestigiadas do país. A universidade Yonsei foi fundada em 1885 e é a universidade mais antiga da Coreia do Sul.
O corpo estudantil é composto por 26.731 estudantes de graduação, 11.994 estudantes de pós-graduação, 4.518 membros do corpo docente, 6.788 funcionários e 257.931 alunos. A Yonsei opera o seu campus principal em Seul, e tem programas extensivos em coreano e em inglês.
A universidade foi criada em janeiro de 1957 através da união de Yonhi College (연희 전문 학교; 延禧 專門 學校) e Severance Union Medical College (세브란스 의과 대학; 세브란스 醫科大學). Este foi o resultado de uma cooperação bilateral duradoura entre as faculdades que começaram na década de 1920. As instituições eram novas para a Coreia no momento da sua criação. Yonhi College foi uma das primeiras faculdades modernas, fundada como Chosun Christian College (조선 기독교 대학; 朝鮮 基督教 大學) em março de 1915. Severance tem suas raízes no primeiro centro médico moderno na Coreia, Gwanghyewon (광혜원 廣 惠 院, House of Extended Grace), fundada em abril de 1885. Como homenagem, o nome 'Yonsei' foi derivado das primeiras sílabas dos nomes de suas duas instituições-mãe, 'Yon; 연;延 'do Yonhi College e' Sei; 세;世 'do Severance Union Medical College. No símbolo da Universidade Yonsei é um escudo. No escudo, 'ㅇ' significa céu, 'ㅡ' significa terra e 'ㅅ' significa humano. No lado esquerdo de 'ㅇ', o livro é a verdade; No lado direito, a tocha é a liberdade. O escudo defende estas duas ideias.